# Gogounou

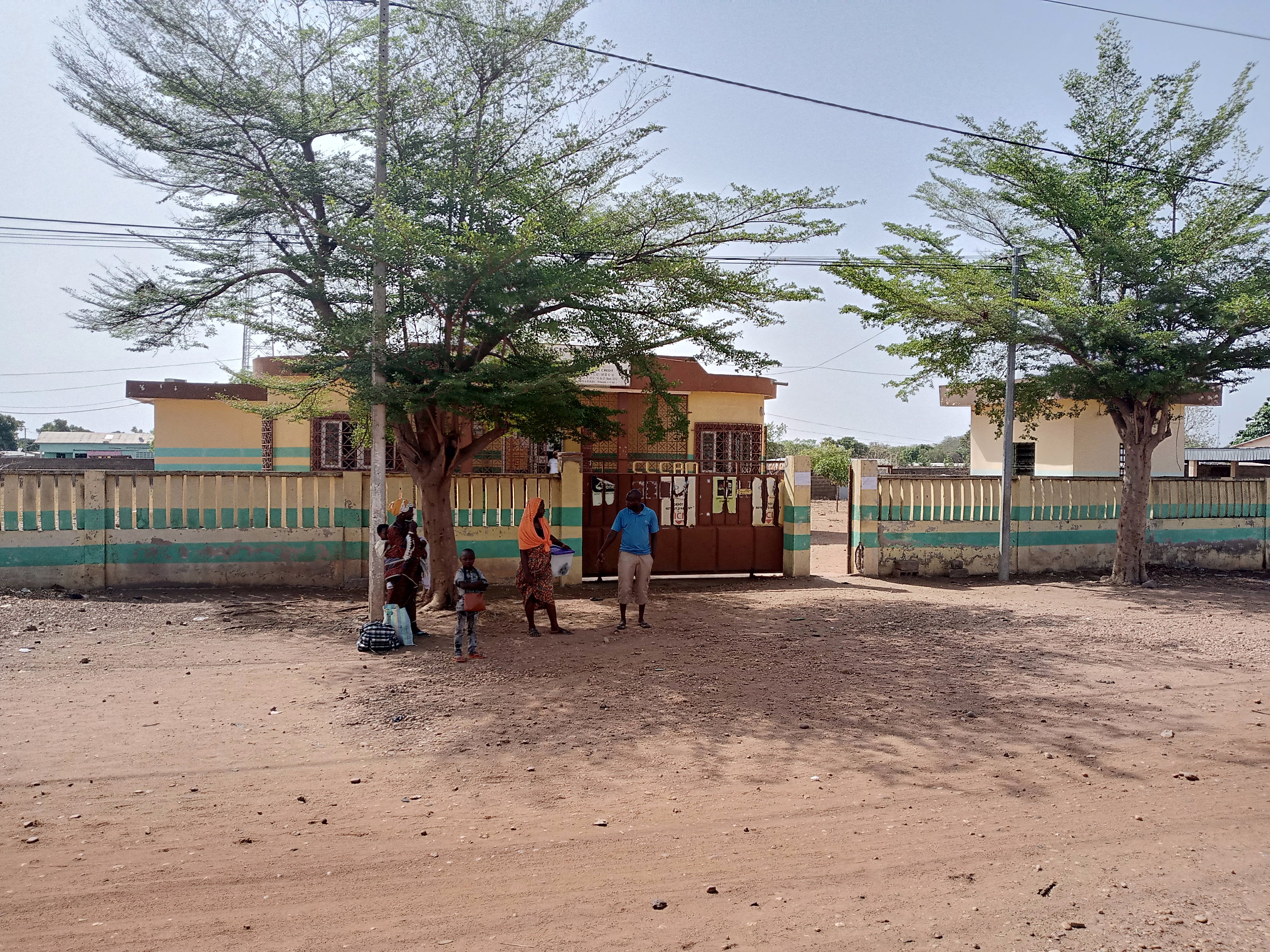

Gogounou ist eine Stadt im Departement Alibori in Benin. Gemäß der Volkszählung von 2013 hatte Gogounou 14.248 Einwohner, davon waren 6830 männlich und 7418 weiblich. Durch die Stadt läuft die Fernstraße RNIE2, die in nördlicher Richtung direkt nach Kandi, die Hauptstadt des Departements Alibori führt.
Darüber hinaus ist die Stadt auch Namensgeberin der Kommune Gogonou, die gemäß der Volkszählung von 2013 insgesamt 117.523 Einwohner hatte, davon 58.018 männlich und 59.505 weiblich. Ihre Lage im Departement Alibori ist im Südwesten und sie grenzt nordwestlich an Banikoara, nordöstlich an Kandi sowie östlich an Ségbana.
Innerhalb der Kommune ist die Stadt Gogonou zudem ein Arrondissement, dessen Einwohnerzahl deckungsgleich mit der der Stadt ist. Die fünf weiteren Arrondissements der Kommune Gogonou sind Bagou, Gounarou, Ouara, Sori und Zoungou-Pantrossi.